# Konrad Zuse
Konrad Zuse (Berlin, 1910. június 22. – Hünfeld, 1995. december 18.) német mérnök, a számítástechnika egyik úttörője.

## Élete és munkássága
Tanulmányait Berlin-Charlottenburgban a Technische Hochschule mérnöki szakán fejezte be. Diplomázása után egy repülőgépgyár tervezőjeként kezdett el dolgozni. Első gépének építését még főiskolásként kezdte el.
Ő készítette el az első, jelfogókkal (relé, az angol relay szóból) működő számológépet. Több gépet készített, az első a Z1 volt, ez még mechanikus gép volt. A Z2-be már relés elektromechanikus áramköröket is beépített, és a Z3 volt az első programvezérlésű, kettes számrendszerben dolgozó, elektromechanikus számítógép. Az 1942 és 1945 között épített
Z4 elektromechanikus számítógép, a Z3 utódja, volt az első kereskedelmi forgalomba került digitális számítógép. Zuse a náci Németország idején készítette el gépeit; ebben az időben a munkásságának nem tulajdonítottak nagy jelentőséget.
Zuse az amerikaiakat a bináris, jelfogós és programvezérelt számítógép konstrukcióban valamint építésben körülbelül három évvel előzte meg, hiszen Z3-as számítógépe már 1941-ben működött, míg Howard Aiken Mark I-e csak 1944-ben. A háborúban vesztes Németországból nem jutottak el a hírek a világba, szinte senki sem tudta, hogy van ott egy feltaláló, aki használt jelfogókból számítógépet épít, és közben számos újdonságot fedez fel ebben az addig nem is létező tudományban. Zuse első gépei elpusztultak a háborúban, így nem gyakoroltak nagy hatást a számítástechnika fejlődésére.
Az első elektroncsöves gépeit, a Z20-at, a Z21-et és a Z22-t (az első kettő csak tervek formájában született meg, a harmadik meg is épült) csak 1955-ben kezdte el tervezni és építeni. A Zuse-számítógépek első tranzisztoros modellje, a Z23-as, 1961-ben jelent meg, ezt a kereskedelemben is forgalmazták.
Volt még egy, a korát megelőző konstrukciója Konrad Zusének: a világ első digitális rajzgépe, a Graphomat, vagy más néven a Z64. A gép első konstrukciója főleg azért volt nagyon különleges, mert az még akkor készült el, amikor még nem volt olyan léptetőmotor, amit a toll mozgatásához alkalmazni lehetett volna. Konrad Zuse a léptetőmotorok helyettesítésére egy hallatlanul precíz fogaskerék-áttételt tervezett a géphez, amivel így igen pontos rajzokat lehetett készíteni.
Zuse élete utolsó éveiben a számítástechnika elméleti kérdéseivel foglalkozott, a számítástechnika és az automatika kapcsolatával, az önreprodukáló automatákkal. Szintén Zuse nevéhez fűződik az első magas szintű programozási nyelv, a Plankalkül megtervezése 1948-ban.